# Madeleine Gustafsson-priset
Madeleine Gustafsson-priset är ett svenskt litteraturpris som delas ut årligen av Sveriges Författarförbund. Priset delas ut till "en svenskspråkig litteraturkritiker som skrivit recensioner och andra kritiska texter av högsta kvalitet, strävat efter att utveckla sitt kritiska hantverk och visat självständighet i sin roll som anmälare av litteratur". Priset är på ett värde av 50 000 kr, som har uppkallats efter kritikern och författaren Madeleine Gustafsson och delades för första gången ut 2019.

## Pristagare
- 2019 - Hanna Nordenhök
- 2020 - Ulla Rhedin
- 2021 - Björn Kohlström
- 2022 - Kristoffer Leandoer[3]
- 2023 - Valerie Kyeyune Backström[4]
- 2024 - Anna Hallberg[5]